# Feliks Kostrzemski
Feliks Kostrzemski (ur. 10 maja 1899 we Lwowie, zm. 19 czerwca 1954 w Brzegu) – polski kolarz, olimpijczyk z Paryża 1924.
W roku 1927 zdobył brązowy medal podczas szosowych mistrzostw Polski.
Na igrzyskach olimpijskich w 1924 zajął 54. miejsce w indywidualnym wyścigu szosowym ze startu wspólnego, a w drużynowym (który był sumą czasów trzech zawodników z każdego kraju) zajął 14. miejsce (w drużynie startowali Oswald Miller, Kazimierz Krzemiński, Wiktor Hoechsman).
Z zawodu był rzeźnikiem. Po II wojnie światowej zamieszkał w Brzegu.
Jego nazwisko błędnie pisano Kostrzębski.